# Kärrdal, Estland
Kärrdal (estniska: Kärdla, tyska: Kertell) är en stad på Dagö i Estland. Den är både centralort och residensstad i Dagö kommun respektive landskap (Hiiumaa) och ligger 130 km väster om huvudstaden Tallinn.
Kärrdals stad utgjorde tidigare en egen stadskommun (estniska: linn) men slogs den 30 oktober 2013 samman med Kõrgessaare kommun för att tillsammans bilda Dagö kommun. Sedan den 25 oktober 2017 omfattar Dagö kommun hela ön. Kärrdal är den enda staden på Dagö.
Orten omnämns första gången 1564 som en svensk bosättning och den förblev uteslutande svensk till fram till 1810. Estlandssvenskarna i Kärrdal hade en egen kapellförsamling med ett Sankt Olofskapell och en kringliggande kyrkokgård som idag kallas Gamla svenska kyrkogården. På Gamla svenska kyrkogården finns ännu gravkorset kvar efter Dagösvensken och skomakaren Karl Hinrichsson Tarning (död 1848).
Kärrdal fick stadsrättigheter 1938 och skadades svårt av tyska bombningar under andra världskriget. Hamnen som då förstördes är ännu inte återuppbyggd. Kärrdals flygplats har flygförbindelse med Tallinn.
Inlandsklimat råder i trakten. Årsmedeltemperaturen i trakten är 3 °C. Den varmaste månaden är juli, då medeltemperaturen är 18 °C, och den kallaste är februari, med −8 °C.

## Geografi
Genom Kärrdal rinner två parallella vattendrag: Sandån (estniska: Liivajõgi) och Knutersån (estniska: Nuutri jõgi)

### Karta

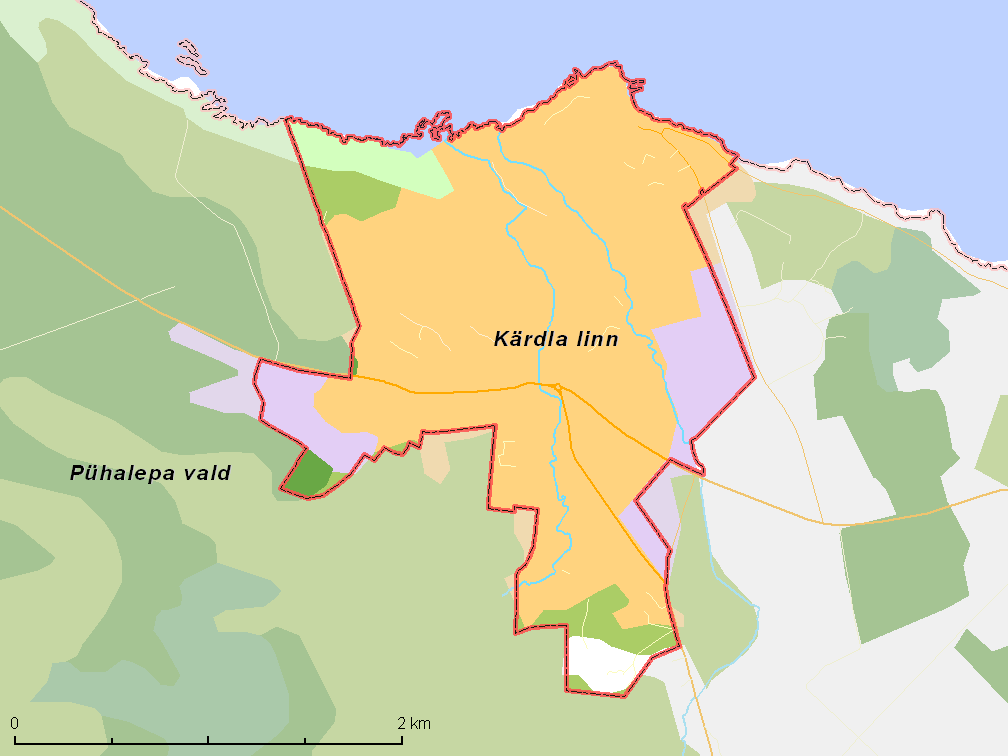
Översiktlig karta över den tidigare stadskommunen.

## Kända personer från orten
- Eveli Saue (1984-), biatlet och orienterare
- Erkki-Sven Tüür (1959-), kompositör

## Galleri

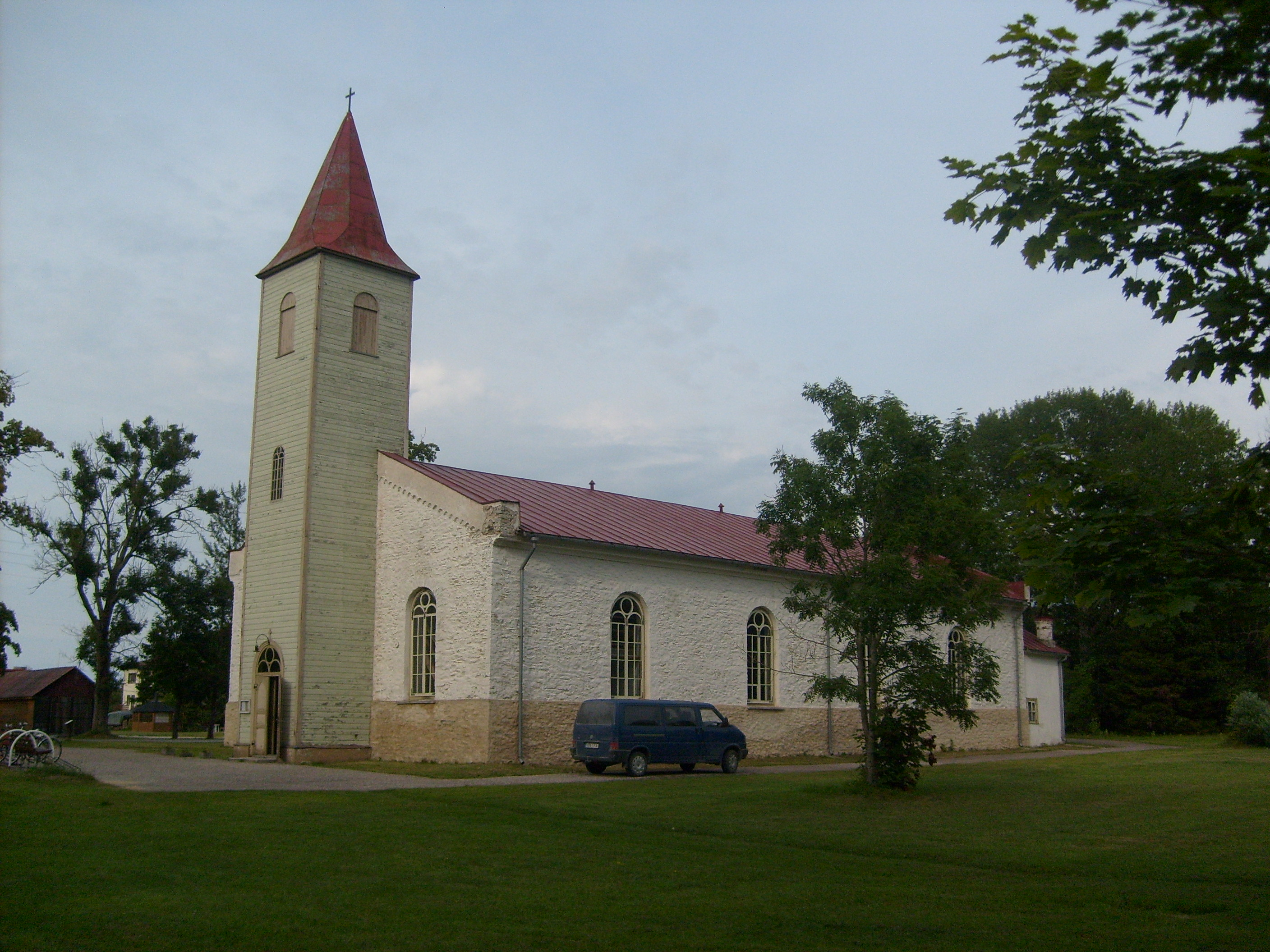
Kärrdals kyrka.
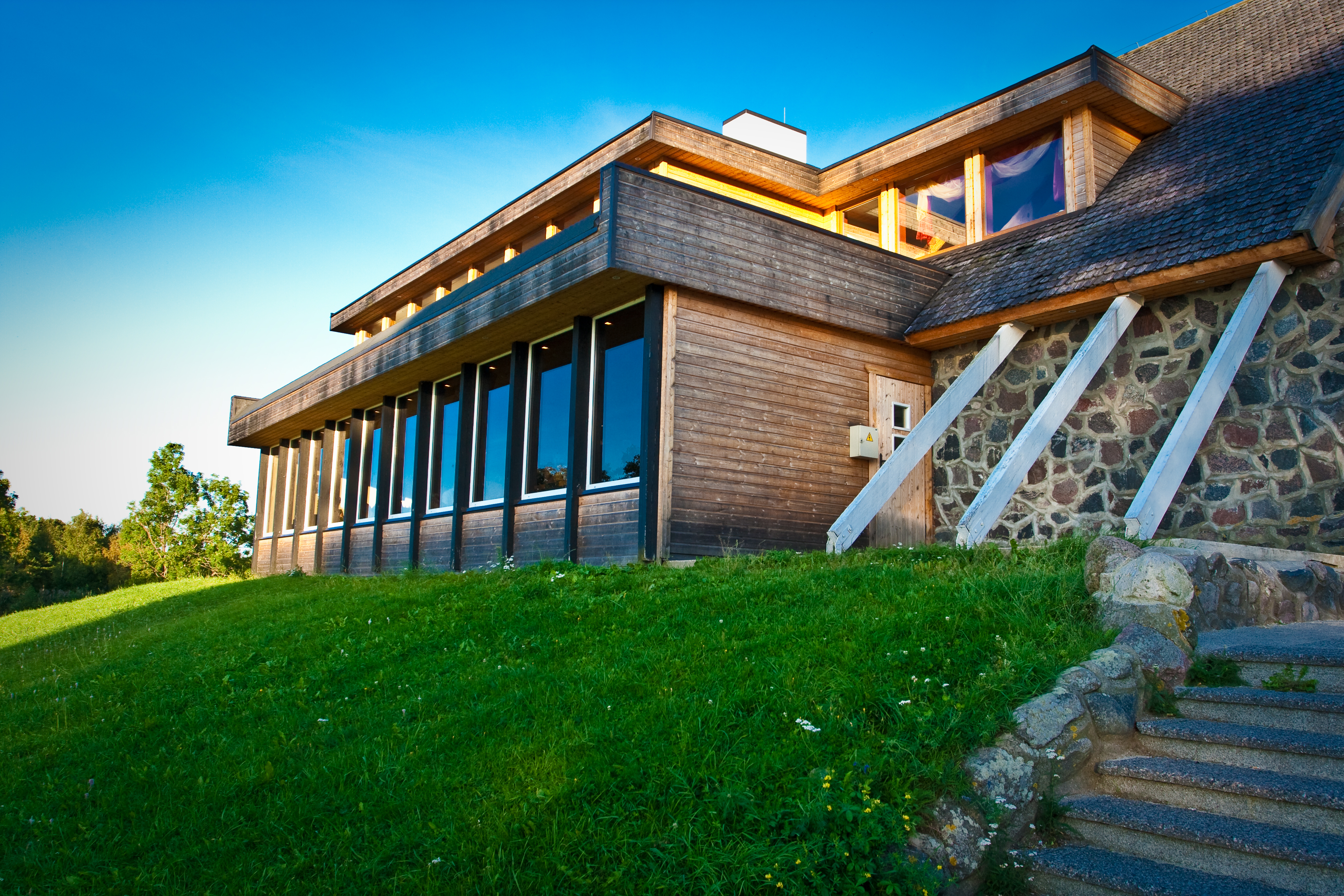
Rannapaargu restaurang.
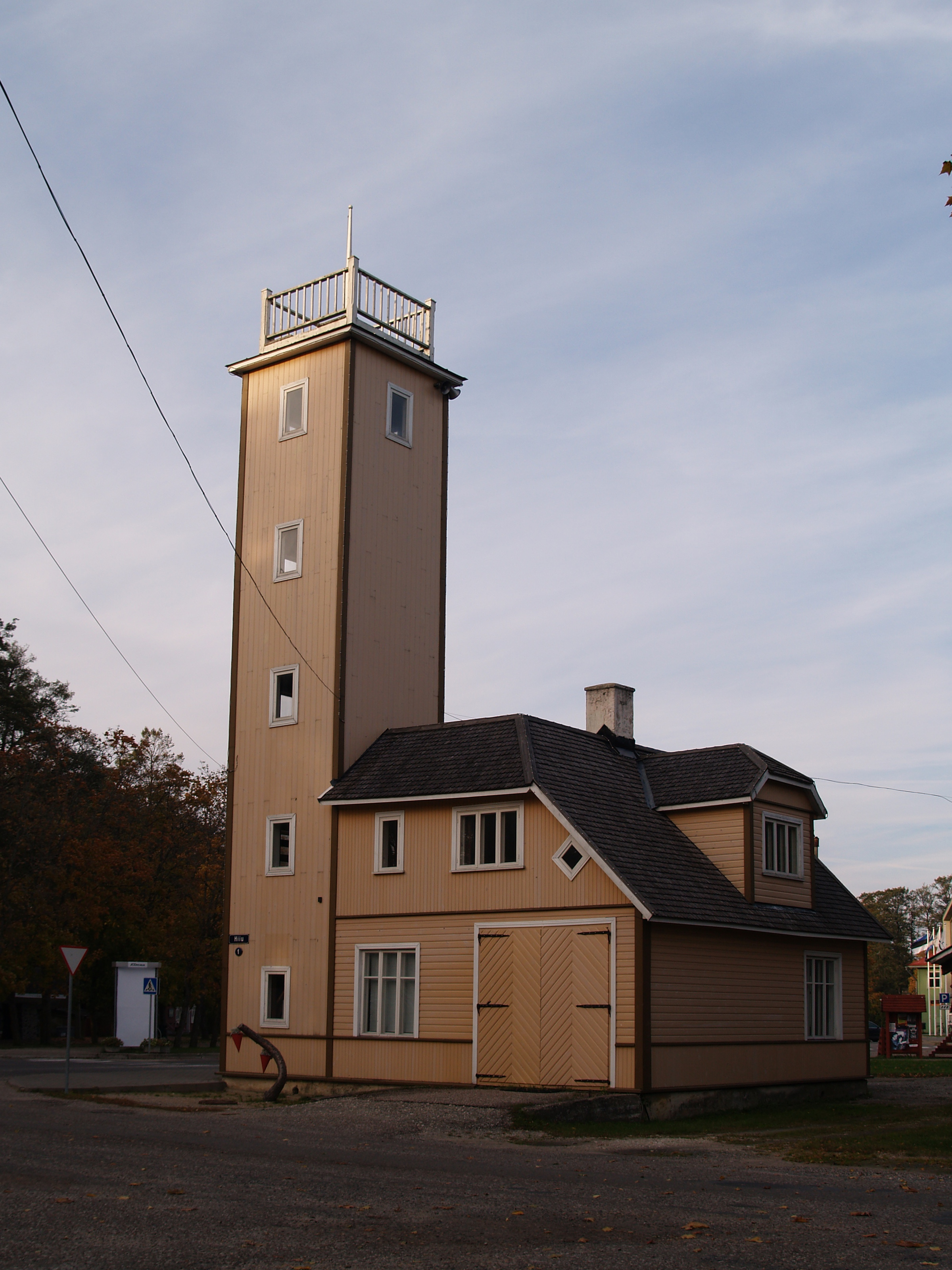
Dagö turistinformation.
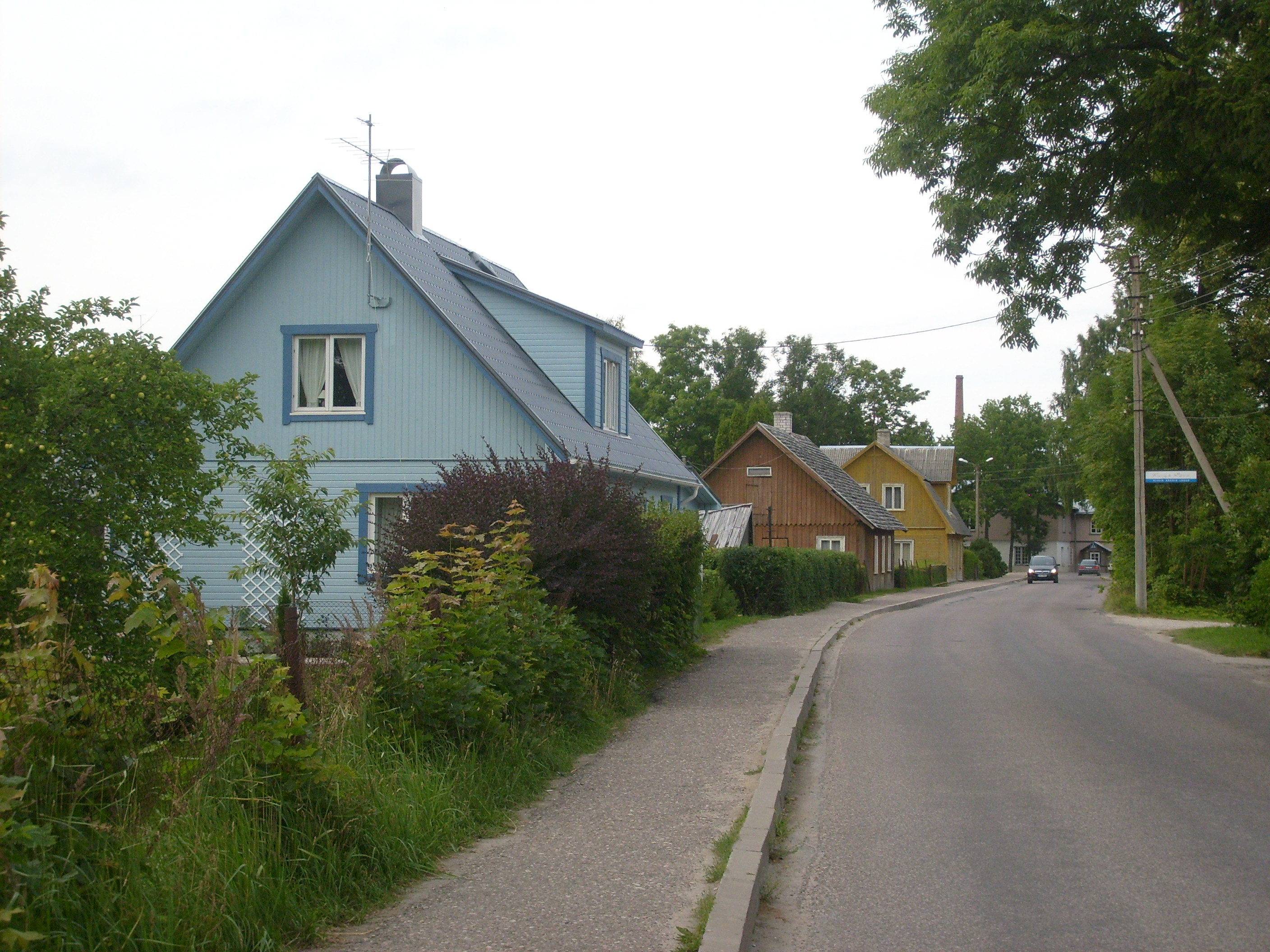
Gata i Kärrdal.